# ألفريد سيغر
ألفريد سيغر (بالألمانية: Alfred Seeger) (و. 1927 – 2015 م) هو فيزيائي، وأستاذ جامعي من ألمانيا . ولد في شتوتغارت.

## مناصب وهيئات
أدار جامعة شتوتغارت.